# Tuulos
Tuulos este o fostă comună din Finlanda.